# Lacerna hosteensis
Lacerna hosteensis is een mosdiertjessoort uit de familie van de Lacernidae. De wetenschappelijke naam van de soort is voor het eerst geldig gepubliceerd in 1888 door Jullien.